# Leopold Sorta
Leopold Sorta (* 31. Januar 1891 in Sušak, Rijeka (Fiume); † 27. Oktober 1956 in Zagreb) war ein kroatischer Schiffbau-Ingenieur. 

## Leben
Sorta studierte Maschinenbau in Wien und München, und Schiffbau an dem Technischen Hochschule Charlottenburg. 
Nach seinem Abschluss 1914 arbeitete er in einem Konstruktionsbüro und auf der Werft Ganz-Danubius (heute „3. Mai“) in Rijeka. Im Ersten Weltkrieg diente er auf der Werft Friedrich Krupp-Germania in Kiel als Ingenieur für den Bau von U-Booten und Kriegsschiffen der österreichisch-ungarischen Marine. 
1919 zog er nach Zagreb und unterrichtete an der Technischen Universität zunächst als außerordentlicher und 1923–1953 als ordentlicher Professor. Er hielt die Kollegien zu Reedereien, Schiffstheorie, Propeller, Schiffshilfsmaschinen und Kessel. Er gründete und leitete ein Labor für Maschinenbau und Schiffbau und baute eine umfangreiche Bibliothek auf.

## Veröffentlichungen
- Teorija broda (Die Theorie des Schiffes), 2 Teile